# Châtelet (zamek w Paryżu)
Châtelet (Grand Châtelet) – zamek w Paryżu, nad prawym brzegiem Sekwany, istniejący od II połowy IX do początku XIX wieku, w miejscu gdzie obecnie znajduje się Place du Châtelet.
Pierwotnie na miejscu zamku istniała prawdopodobnie drewniana wieża, zbudowana ok. 870 przez Karola Łysego do obrony mostu Grand-Pont (obecnie Pont au Change). Murowany zamek został wystawiony ok. 1130 przez Ludwika Grubego. Zwany był "Châtelet" (zameczek), a potem "Grand Châtelet" dla odróżenienia od zamku "Petit Châtelet" stojącego na straży mostu Petit Pont.
Stracił funkcje obronne w 1190, gdy Filip II August otoczył Paryż murami. Od tej pory aż do końca swego istnienia stał się siedzibą prewota Paryża, sądu królewskiego i więzieniem o bardzo złej sławie. Trzymano tam m.in. poetę Clementa Marota. Zdarzało się, iż popadał w ruinę i był odbudowywany, w tym gruntownie za czasów Ludwika XIV. W latach 80. XVIII wieku trzymano tam ok. 300 więźniów.
Został zdobyty szturmem 13 lipca 1789, w czasie rewolucji francuskiej. Gdy w 1790 zniesiono urząd prewota Paryża zamek stracił znaczenie administracyjne. Mimo ogłoszenia zamknięcia więzienia, nadal trzymano tam skazańców. Ponad 200 z nich zostało zabitych w czasie septembryzacji. Zburzony został na rozkaz Napoleona w 1802 roku. W jego miejscu powstał nowy plac – Place du Châtelet.